# Sampo Rosenlew

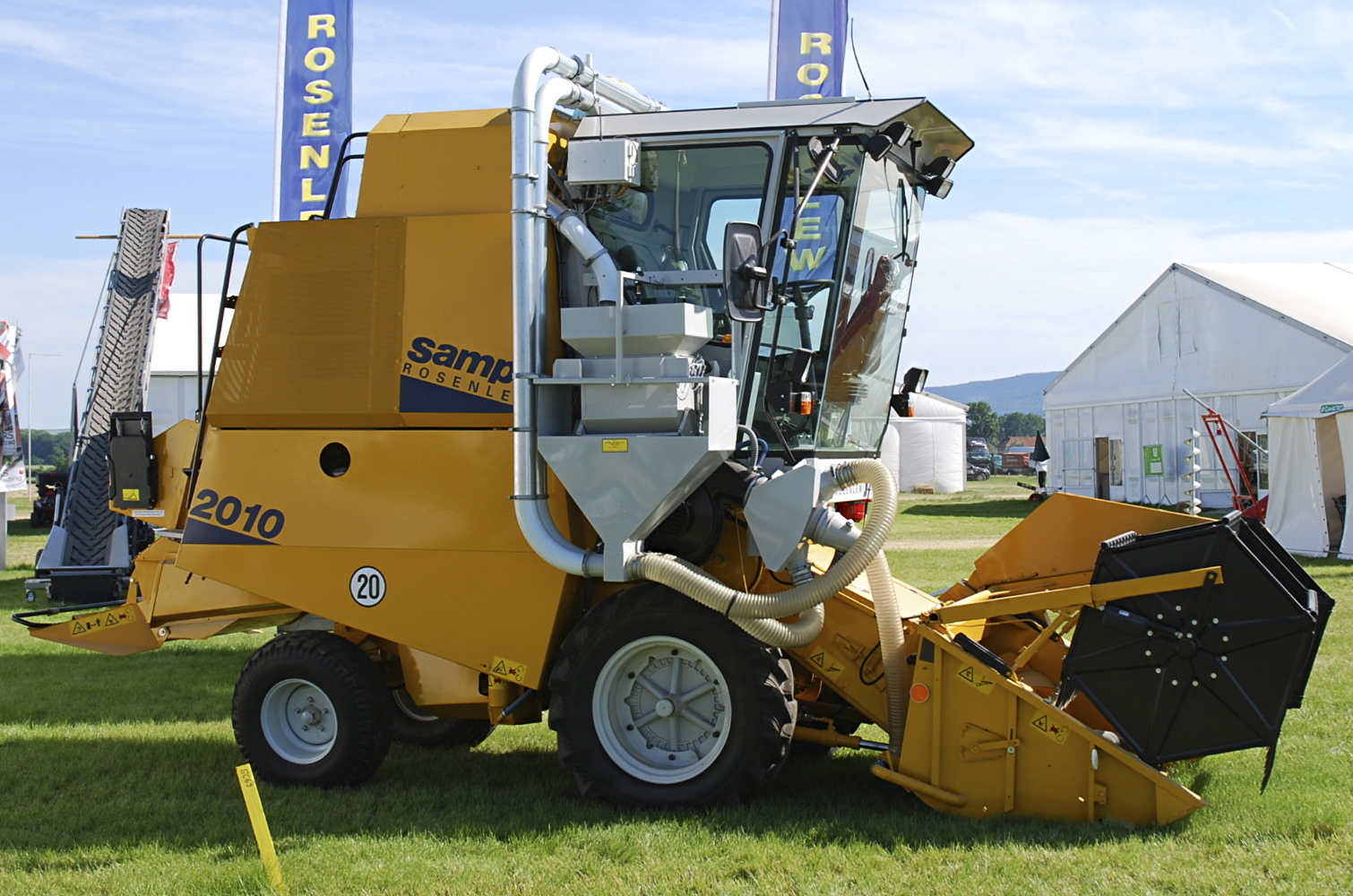
Sampo-Parzellenmähdrescher

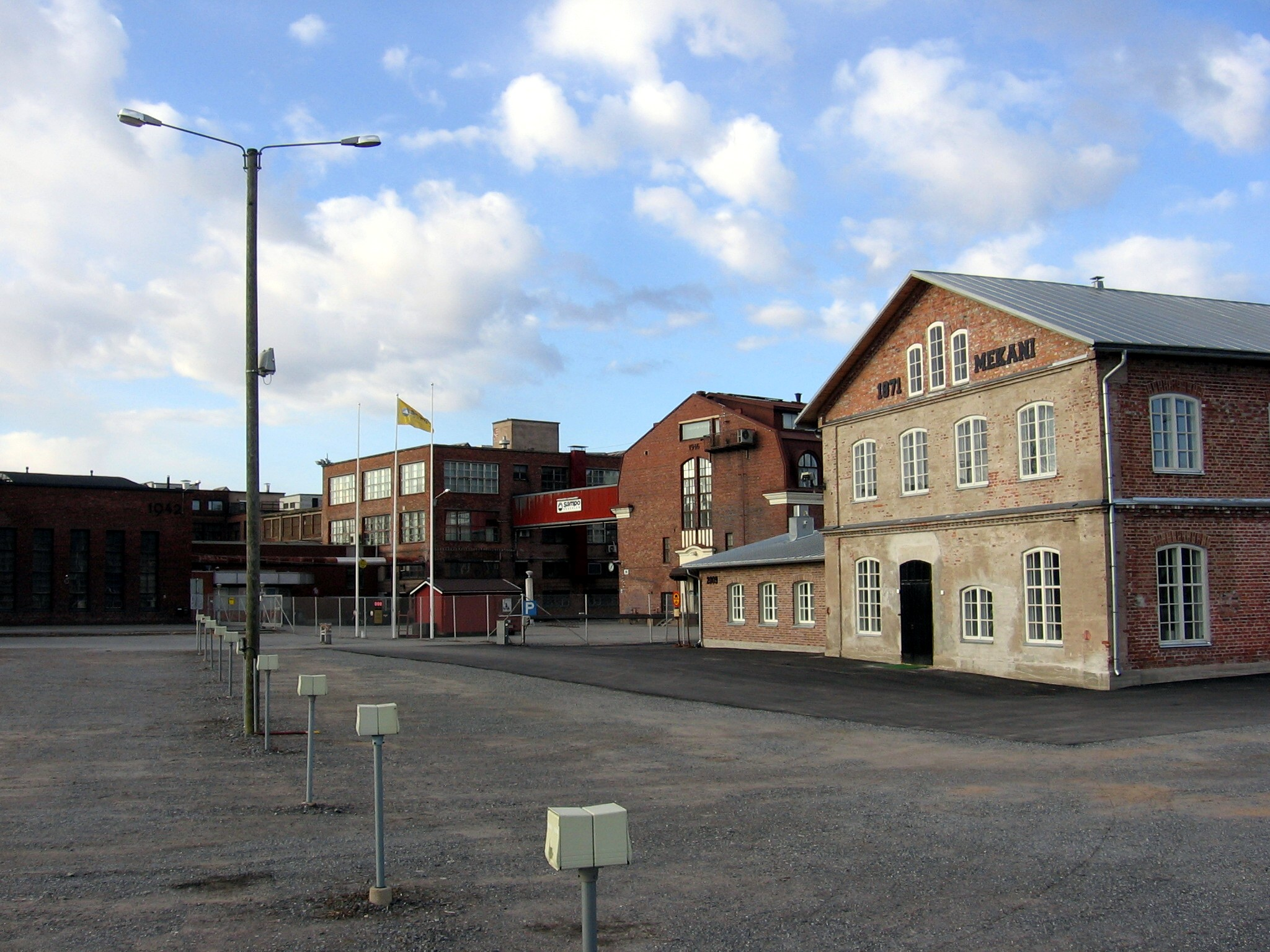
Produktionsstätte von Sampo Rosenlew

Sampo-Rosenlew Oy (im Außenauftritt Sampo Rosenlew) ist ein Maschinenbauunternehmen mit Sitz im finnischen Pori. Seit 2003 befindet sich eine Produktionsstätte für Hydraulikkomponenten in Jyväskylä. In Nakkila befindet sich Sampo Components, wo Teile für die Metallindustrie gefertigt werden.
Mit 60 % machen die Mähdrescherverkäufe den größten Anteil am Umsatz aus.
2014 hatte das Unternehmen 630 Mitarbeiter und einen Umsatz von 108 Millionen Euro. Bis zum Geschäftsjahr 2022, welches am 31. März 2022 endete, sank der Umsatz auf 52 Millionen Euro. Im Jahr 2022 wurden 250 Mitarbeiter beschäftigt.

## Geschichte
1853 begann die Oy W. Rosenlew Ab mit dem Transport von Holz, langsam entwickelte sich ein breites Produktspektrum an landwirtschaftlichen Maschinen. Ab den 1860er-Jahren wurden auch stationäre Dreschmaschinen hergestellt. In den 1920er-Jahren wurde der Markenname Sampo eingeführt, welcher aus dem finnischen Nationalepos Kalevala übernommen wurde. Der erste selbstfahrende Mähdrescher Sampo 657 wurde 1957 vorgestellt und  auch in andere europäische Länder exportiert. In den späten 1960er-Jahren ging man Partnerschaften mit verschiedenen europäische Tochtergesellschaften von International Harvester ein. So wurde 1969 der Export von Sampo-Mähdreschern in die Bundesrepublik Deutschland vereinbart. 1970 begann man auch mit dem Export von Mähdreschern nach Afrika, im folgenden Jahr wurde der Markenname in Sampo Rosenlew geändert. 1981 begann Braud mit der Vermarktung von Sampo Rosenlew-Mähdreschern unter dem eigenen Namen in Frankreich. Im nächsten Jahr begann Massey Ferguson mit der Vermarktung von Sampo-Mähdreschern unter dem eigenen Namen. 1987 übernahm Rauma-Repola Oy die Oy W. Rosenlew Ab. 1990 wurde die 2000er-Serie eingeführt. Im gleichen Jahr wurde mit der Aufteilung der Rauma-Repola Oy begonnen. Die Mähdrescherproduktion wurde auf die Rosenlew Puimurit Oy, eine Tochtergesellschaft der Rauma Oy, übertragen. Da der Geschäftszweig defizitär war und kein externer Käufer gefunden werden konnte, drohte dessen Schließung.
Die heutige Sampo-Rosenlew Oy entstand 1991 durch ein Management-Buy-out, als der Fabrikleiter Timo Prihti die Mähdrescherproduktion von der Rauma Oy erwarb. 1997 wurde nach langer Entwicklungszeit der erste Harvester vorgestellt. 2001 wurde die 3000er-Serie eingeführt, zwei Jahre später wurde die 2000er-Serie umfangreich überarbeitet. Zudem wurden ab den 2000er-Jahren Komponenten nach Russland exportiert und nach der Endmontage als Sampo Rostov vermarktet.
Seit 2010 werden von dem gemeinsam mit dem algerischen Unternehmen Construction Agricultural Equipment (CMA) gegründeten Joint-Venture CMA Sampo  vor allem kleinere Mähdrescher in Algerien hergestellt. 2011 wurde das Unternehmen umstrukturiert und anstelle der 2000er-Baureihe wurde die Comia-Baureihe eingeführt. Anfang 2013 wurde ein neues Logo eingeführt. Im August gleichen Jahres begann man eine Kooperation mit Deere & Company. Deere & Company führte 2014 und 2015 die Mähdrescher W440 und W330 ein, welche aus der Comia-Serie abgeleitet wurden. Diese werden in West- und Zentraleuropa, aber nicht in Nordeuropa angeboten. Des Weiteren werden in Kasachstan seit 2015 Mähdrescher unter dem Markennamen Sampo Asia vertrieben. Diese werden in Kooperation mit Kaztekmash hergestellt.
Im März 2016 ging man eine strategische Partnerschaft mit dem indischen Fahrzeughersteller Mahindra & Mahindra Limited ein. Mahindra & Mahindra beteiligte sich im Zuge dessen mit 35 Prozent an Sampo Rosenlew. Am 9. September 2019 kündigte Sampo Rosenlew an, seine Produkte wieder selbst in allen 27 Mitgliedstaaten der Europäischen Union vertreiben zu wollen. Im Zuge dessen wurde das Ende der Kooperation mit Deere & Company angekündigt. Die Produktion der Mähdrescher W440 und W330 für Deere & Company wurde 2020 eingestellt. Im gleichen Jahr erhöhte Mahindra & Mahindra den Anteil an Sampo Rosenlew auf 74,97 Prozent. Im Juli 2022 wurde Sampo Rosenlew vollständig von Mahindra & Mahindra übernommen.

## Aktuelle Baureihen
Im Bereich der Mähdrescher wird in Europa hauptsächlich die Comia-Serie angeboten, diese besteht aus den Modellen C6, C8, V8, C10, C12, C14, C20 und C24. Zusätzlich werden auch die kleinere Verrato-Serie mit den Modellen V4 und V5 sowie der Parzellenmähdrescher Sampo Rosenlew 2010 angeboten. Daneben werden noch die Holzvollernter Sampo Rosenlew HR46x, Sampo Rosenlew HR56 und Sampo Rosenlew HR86 sowie die Forwarder Sampo Rosenlew FR28, Sampo Rosenlew FR48 und Sampo Rosenlew FR68 produziert.

## Badge-Engineering
Die Mähdrescher von Sampo und Sampo Rosenlew wurden von zahlreichen anderen Herstellern verkauft, wobei oft nur die Lackierung angepasst wurde (Badge-Engineering). Hersteller, die Sampo Rosenlew-Mähdrescher mit geringen Änderungen verkauften sind unter anderem:
- Braud
- International Harvester
- Deutz-Fahr
- John Deere
- Massey Ferguson
- Uzel